# Herb Singerman
Herbert „Herb” Singerman (ur. 23 kwietnia 1946 w Montrealu) – kanadyjski zapaśnik walczący w obu stylach. Olimpijczyk z Meksyku 1968, gdzie zajął jedenaste miejsce w stylu wolnym i 24. miejsce w stylu klasycznym. Walczył w wadze koguciej.
Srebrny medalista igrzysk Brytyjskiej Wspólnoty Narodów w 1970 roku.

## Letnie Igrzyska Olimpijskie 1968
| Konkurencja      | Rundy eliminacyjne      | Rundy eliminacyjne      | Rundy eliminacyjne  | Klas. końcowa |
| Konkurencja      | Przeciwnik I            | Przeciwnik II           | Przeciwnik III      | Miejsce       |
| ---------------- | ----------------------- | ----------------------- | ------------------- | ------------- |
| 57 kg styl wolny | Rogelio Famatid (PHI) Z | Rogelio Famatid (IND) P | Iwan Szawow (BGR) P | 11.           |

| Konkurencja          | Rundy eliminacyjne   | Rundy eliminacyjne        | Klas. końcowa |
| Konkurencja          | Przeciwnik I         | Przeciwnik II             | Miejsce       |
| -------------------- | -------------------- | ------------------------- | ------------- |
| 57 kg styl klasyczny | Jean Nakouzi (LBN) P | Ibrahim as-Sajjid (EGY) P | 24.           |